# Roda JC Kerkrade
Roda JC Kerkrade (wym. /ˈroʊ̯.da je.ˈse(ɪ̯) ˈkɛr.kraːdə/; oficjalna nazwa Sportvereniging Roda Juliana Combinatie) – holenderski klub piłkarski z siedzibą w Kerkrade, założony 27 czerwca 1962 roku na skutek połączenia Rody Sport z Rapidem JC Heerlen (mistrzem Holandii sezonu 1955/1956). Wicemistrz Holandii sezonu 1994/1995, dwukrotny zdobywca Pucharu Holandii (1997 i 2000) oraz uczestnik rozgrywek europejskich pucharów (Pucharu Zdobywców Pucharów, Pucharu UEFA i Pucharu Intertoto).

## Historia
20 lipca 1910 założono pierwszy klub piłkarski w Kerkrade o nazwie SV Juliana, zaś 27 lipca 1914 doszło do utworzenia SV Bleijerheide. Kluby te funkcjonowały niezależnie od siebie, dając 10 listopada 1954 początek Rodzie Sport (fuzja SV Bleijerheide z powstałym 1 sierpnia 1926 Kerkrade Football Club) i Rapidowi JC Heerlen (fuzja SV Juliana z Rapidem'54). Z kolei te kluby połączyły się 27 czerwca 1962, tworząc Rodę JC Kerkrade. Po awansie do Eredivisie w 1973 Roda występuje tam nieprzerwanie do dziś, wywalczając w 1995 wicemistrzostwo kraju. W finale Pucharu Holandii występowała 5 razy, wygrywając te rozgrywki w 1997 i 2000.
Klub znany jest jako "Duma Południa", a także "Klub Górników" ze względu na rejon, z którego się wywodzi – Limburgia była najbardziej intensywnie eksploatowanym górniczo regionem Holandii. Choć rywale Rody używają drugiego przydomka ze złośliwym zabarwieniem, fani Rody są z niego dumni.

## Sukcesy
- Mistrzostwa Holandii
  - wicemistrzostwo (1):  1994/1995
- Puchar Holandii
  - zwycięstwo (2):  1996/1997, 1999/2000
  - finał (4): 1975/1976, 1987/1988, 1991/1992, 2007/2008
- Eerste divisie
  - mistrzostwo (1):  1972/1973

## Europejskie puchary
Legenda do wszystkich tabel:
- Q – runda eliminacyjna, 1/16, 1/8, 1/4, 1/2 – odpowiednia faza rozgrywek, Grupa – runda grupowa, 1r gr – pierwsza runda grupowa, 2r gr – druga runda grupowa, F – finał, R – runda, PO – play-off
- k. – rzuty karne, los. – losowanie, Dogr. – dogrywka, w. – zasada bramek strzelonych na wyjeździe

| Sezon   | Rozgrywki                 | Runda | Przeciwnik            | Dom  | Wyjazd | Ogólnie     |
| ------- | ------------------------- | ----- | --------------------- | ---- | ------ | ----------- |
| 1976/77 | Puchar Zdobywców Pucharów | 1R    | RSC Anderlecht        | 1–2  | 2–3    | 3–5         |
| 1988/89 | Puchar Zdobywców Pucharów | 1R    | Vitória SC            | 2–0  | 0–1    | 2–1         |
| 1988/89 | Puchar Zdobywców Pucharów | 1/8   | Metalist Charków      | 1–0  | 0–0    | 1–0         |
| 1988/89 | Puchar Zdobywców Pucharów | 1/4   | CFKA Sredec Sofia     | 2–1  | 1–2    | 3–3, k: 3–4 |
| 1990/91 | Puchar UEFA               | 1R    | AS Monaco             | 1–3  | 1–3    | 2–6         |
| 1995/96 | Puchar UEFA               | 1R    | Olimpija Lublana      | 5–0  | 0–2    | 5–2, w.     |
| 1995/96 | Puchar UEFA               | 2R    | SL Benfica            | 2–2  | 0–1    | 2–3         |
| 1996/97 | Puchar UEFA               | 1R    | FC Schalke 04         | 2–2  | 0–3    | 2–5         |
| 1997/98 | Puchar Zdobywców Pucharów | 1R    | Hapoel Beer Szewa     | 10–0 | 4–1    | 14–1        |
| 1997/98 | Puchar Zdobywców Pucharów | 1/8   | Primorje Ajdovščina   | 4–0  | 2–0    | 6–0         |
| 1997/98 | Puchar Zdobywców Pucharów | 1/4   | Vicenza Calcio        | 1–4  | 0–5    | 1–9         |
| 1999/00 | Puchar UEFA               | 1R    | Szachtar Donieck      | 2–0  | 3–1    | 5–1         |
| 1999/00 | Puchar UEFA               | 2R    | VfL Wolfsburg         | 0–0  | 0–1    | 0–1         |
| 2000/01 | Puchar UEFA               | 1R    | Inter Bratysława      | 0–2  | 1–2    | 1–4         |
| 2001/02 | Puchar UEFA               | 1R    | Íþróttafélagið Fylkir | 3–0  | 3–1    | 6–1         |
| 2001/02 | Puchar UEFA               | 2R    | Maccabi Tel Awiw      | 4–1  | 1–2    | 5–3         |
| 2001/02 | Puchar UEFA               | 3R    | Girondins Bordeaux    | 2–0  | 0–1    | 2–1         |
| 2001/02 | Puchar UEFA               | 1/8   | AC Milan              | 1–0  | 0–1    | 1–1, k: 2–3 |
| 2004    | Puchar Intertoto          | 3R    | Slovan Liberec        | 1–1  | 0–1    | 1–2         |
| 2005    | Puchar Intertoto          | 3R    | Slovan Liberec        | 0–0  | 1–1    | 1–1, w.     |
| 2005    | Puchar Intertoto          | 1/2   | Valencia CF           | 0–0  | 0–4    | 0–4         |

## Kadra na sezon 2017/2018
| Nr | Poz. | Piłkarz                                                      |
| -- | ---- | ------------------------------------------------------------ |
| 1  | BR   | Hidde Jurjus (wypożyczony z PSV Eindhoven)                   |
| 2  | OB   | Henk Dijkhuizen                                              |
| 3  | OB   | Patrick Banggaard (wypożyczony z Darmstadt 98)               |
| 4  | OB   | Christian Kum                                                |
| 5  | OB   | Ard van Peppen (kapitan)                                     |
| 6  | PO   | Mohamed El Makrini                                           |
| 7  | NA   | Mikhail Rosheuvel                                            |
| 8  | PO   | Adil Auassar                                                 |
| 9  | NA   | Dani Schahin                                                 |
| 10 | PO   | Simon Gustafson (wypożyczony z Feyenoordu)                   |
| 11 | NA   | Gyliano van Velzen                                           |
| 13 | PO   | Tsiy-William Ndenge (wypożyczony z Borussii Mönchengladbach) |
| 14 | NA   | Mario Engels                                                 |

| Nr | Poz. | Piłkarz                                     |
| -- | ---- | ------------------------------------------- |
| 15 | PO   | Ognjen Gnjatić                              |
| 16 | BR   | Filip Kurto                                 |
| 17 | OB   | Jannes Vansteenkiste                        |
| 18 | NA   | Jorn Vancamp (wypożyczony z Anderlechtu)    |
| 19 | PO   | Mitchell Paulissen                          |
| 20 | OB   | Daryl Werker                                |
| 21 | NA   | Célestin Djim                               |
| 22 | OB   | Ashton Götz                                 |
| 23 | PO   | Nathan Rutjes                               |
| 24 | PO   | Nicky Souren                                |
| 25 | PO   | Livio Milts                                 |
| 27 | NA   | Donis Avdijaj (wypożyczony z FC Schalke 04) |
| 28 | NA   | Maecky Ngombo                               |

## Odniesienia
Holenderski zespół muzyczny Born from Pain nagrał utwór pt. "True Love", opublikowany na albumie True Love z 2019, do którego nakręcono teledysk ukazujący stadion i kibiców Rody JC.